# Violeta Janeiro

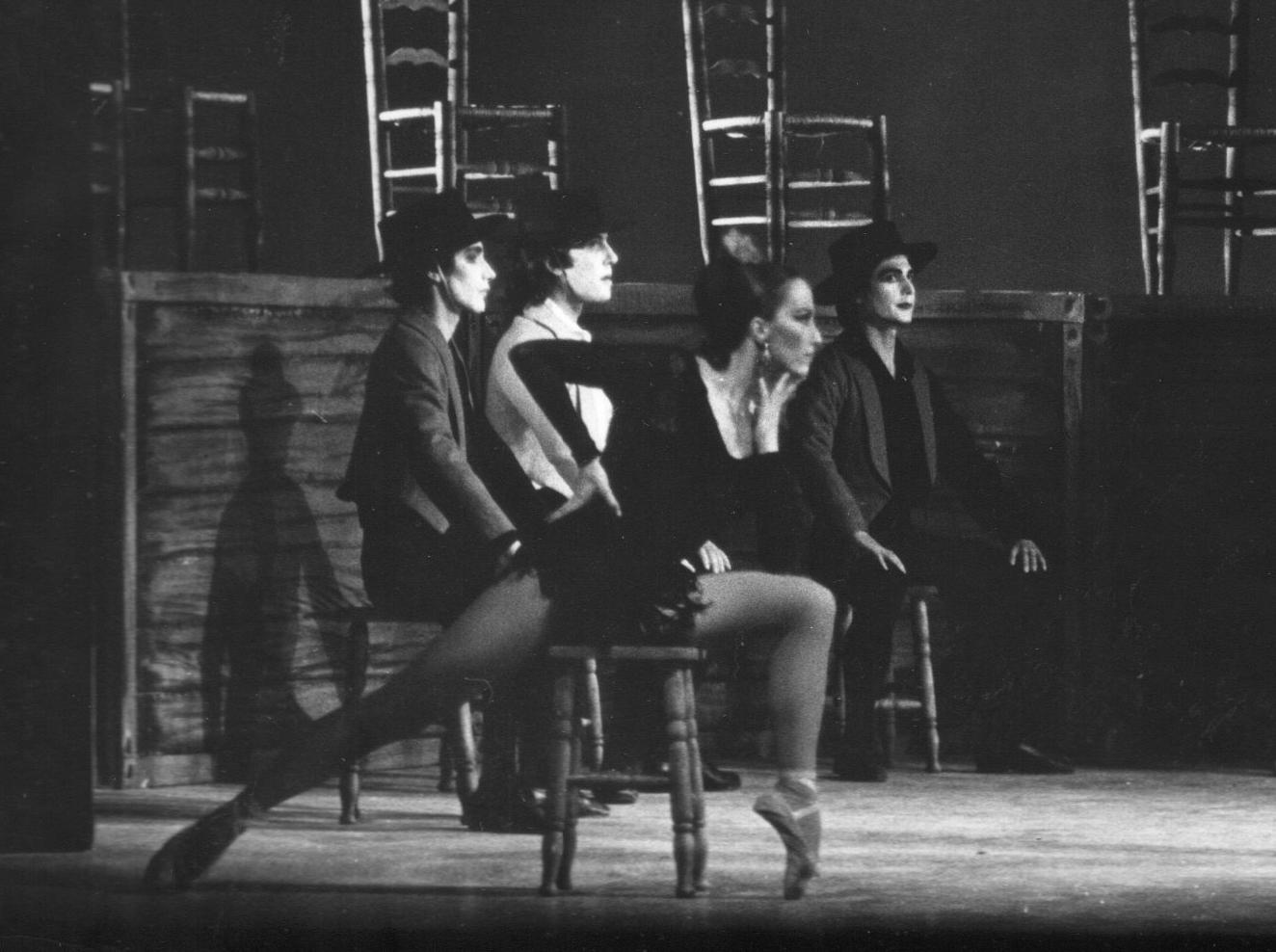

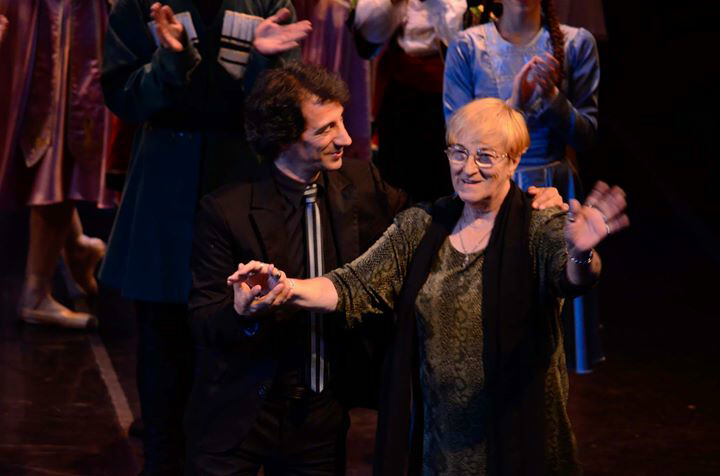

Violeta Janeiro (1940 - Buenos Aires, 3 de febrero de 2015) bailarina, coreógrafa y maestra de baile argentina que fue primera bailarina del Teatro Colón de Buenos Aires, Argentina.

## Biografía
Formada con Roberto Giachero y María Ruanova en el Instituto Superior de Arte del Teatro Colón de Buenos Aires se inició en el Ballet del Teatro Argentino de La Plata. Pasó a integrar el ballet estable del Teatro Colón entre 1961 y 1985 donde alcanzó el grado de primera bailarina en 1973.
Encarnó a las protagonistas de Giselle, Odile del El lago de los cisnes, el Hada Carabosse y la Princesa Florisse de La bella durmiente, Carmen, El Combate y Don Juan de Zarissa, entre otras.
Dirigió y preparó las compañías del Ballet del Teatro Argentino de La Plata (1983 - 1984), Ballet de Tucumán (1989), Ballet del SODRE de Montevideo (1990 - 1991).
Desde 1997 estuvo a cargo del Ballet del Sur de Bahía Blanca,donde encaró la realización de la versión integral del ballet romántico La Sylphide de August Bournonville.
Falleció el 3 de febrero de 2015 en Buenos Aires.